# Замок Тапиау
Замок Тапиау (нем. Burg Tapiau) — замок Тевтонского ордена в городе Гвардейске Калининградской области.
Замок Тапиау подлежит государственной охране, является объектом культурного наследия Калининградской области федерального значения.

## История
Впервые Тапиау упоминается в 1258 году как владение прусского аристократа, присягнувшего на верность Тевтонскому ордену. Территория, на которой впоследствии был возведён замок, была захвачена тевтонцами в 1265 году.
В 1265 году деревянно-земляная крепость была перестроена. По приказу магистра Тевтонского ордена Анно фон Зангерсхаузена крепость возвели на высоком северном берегу реки Преголя.
В 1275 году крепость Тапиом подверглась штурму войска литвинов.
В 1280—1290 годах крепость перенесли. Под руководством комтура Ульриха Бауера (нем. Ulrich Baier) была построена новая деревянная крепость на низменном полуострове при слиянии Преголи и Деймы, окруженном с трёх сторон болотом.
В 1283—1301 годы крепость являлась центром комтурства, первым комтуром был Ульрих Бауварус (Баварский, нем. Ulrich Bauwarus).
С 1290 года крепость называлась Тапио, с 1299 года Тапиов, название Тапиау закрепилось за замком только с середины XV века.
В 1330-е годы комтурская резиденция была перенесена в замок Инстербург, а территория Тапиов с замком вошла в состав Кёнигсбергского комтурства, управляемая орденским маршалом.

### Каменный замок

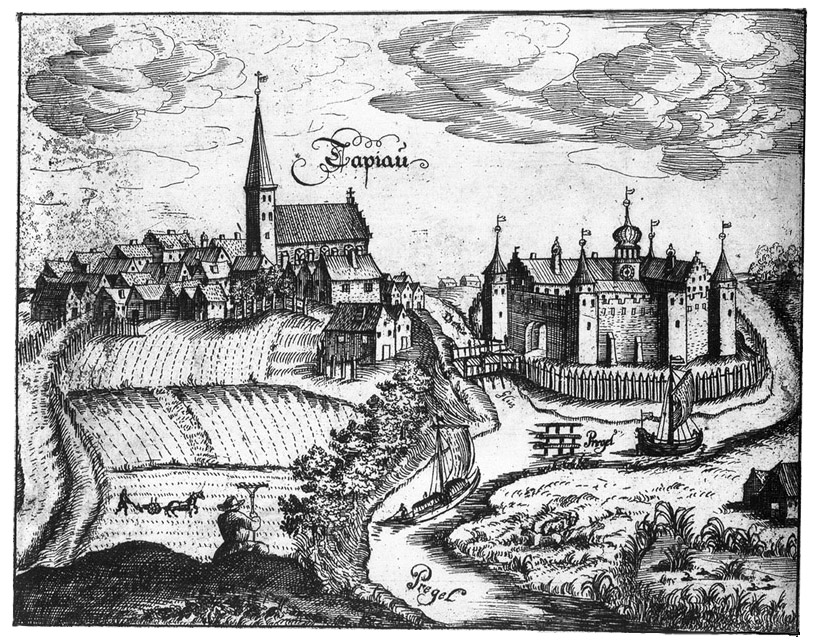
Замок Тапиау в XVI—XVII веках, гравюра, 1684

В 1309 году Верховный магистр Тевтонского ордена брат Зигфрид фон Фейхтванген перенёс свою резиденцию из Венеции в Мариенбург. После этого началось массовое строительство замков в камне. В 1347—1359 годах на месте старого укрепления Тапиау был выстроен каменный четырёх-флигельный замок.
В XIV веке замок играл важную роль при организации военных походов в Литву. В 1377 году в замке Тапиау останавливался австрийский герцог Альбрехт III совершавший со своей армией крестовый поход против литовских язычников.
В 1385 году Великий князь литовский Витольд в результате политических интриг бежал от своего двоюродного брата Ягайло в Пруссию и чтобы добиться расположения Ордена был крещён по католическому обряду. Крещение произошло в замковой капелле в Тапиау.
Во время Тринадцатилетней войны в 1454 году противодействовавший ордену «Прусский союз» воспользовался отсутствием в замке гарнизона и захватил его. В следующем 1455 году орден, после продолжительной осады, отбил замок.
В 1474 году Орденом был захвачен Самбийский (Замландский) епископ Дитрих фон Куба. По приказу великого магистра Генриха фон Рихтенберга епископ был заточён в подвалах замка, где и умер.
После Краковского мира 1525 года и последовавшей секуляризации (реформации) ордена последний магистр ордена Альбрехт Гогенцоллерн стал светским правителем герцогства Пруссия. В середине XVI века по приказу герцога Пруссии Альбрехта в замке была проведена масштабная реконструкция.
В 1786—1797 годах, в период правления короля Фридриха Вильгельма II, в замке Тапиау был открыт приют для бедных. До 1792 года замок значился резиденцией арендатора государственного имения Кляйнхоф. В 1792 году на фундаментных стенах форбурга замка был построен корпус королевского дома призрения для сельской бедноты и инвалидов (ветеранов войн). В результате перестроек три флигеля замка были снесены.
В 1794 году учреждение было передано в управление прусским сословиям. В 1797 году в нём числилось 217 мужчин и 108 женщин.
В 1800 году заведение было преобразовано в исправительное учреждение для бродяг, нищих, сутенёров и проституток (нем. Corrections- und Besserungsanstalt Tapiau). В 1801 году числилось уже 438 мужчин и 163 женщины.
С 1818 года Тапиау входил в район Велау (нем. Kreis Wehlau).
Позднее замок было решено переоборудовать под тюрьму.
В 1879 году единственное сохранившееся средневековое здание замка было перестроено. Были надстроены два этажа, оформленные в псевдоготическом стиле. Верхний этаж был отдан под церковь для заключённых.
В 1885 году сохранившиеся строения замка исследовал и обмерял правительственный архитектор Конрад Штейнбрехт (1849—1923).
К началу 1911 года в тюрьме содержалось 176 мужчин и 38 женщин.

Замок Тапиау в начале XX века до войны
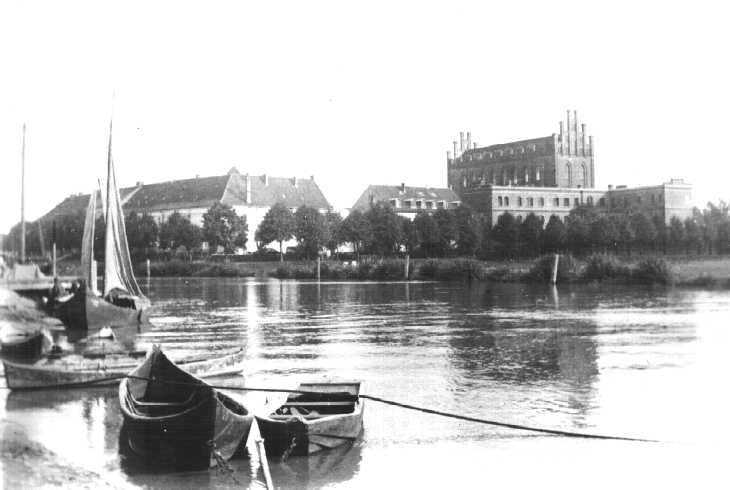
Вид на замок Тапиау, 1914 год. Фотограф Карл Вайс (нем. Karl Weiß)
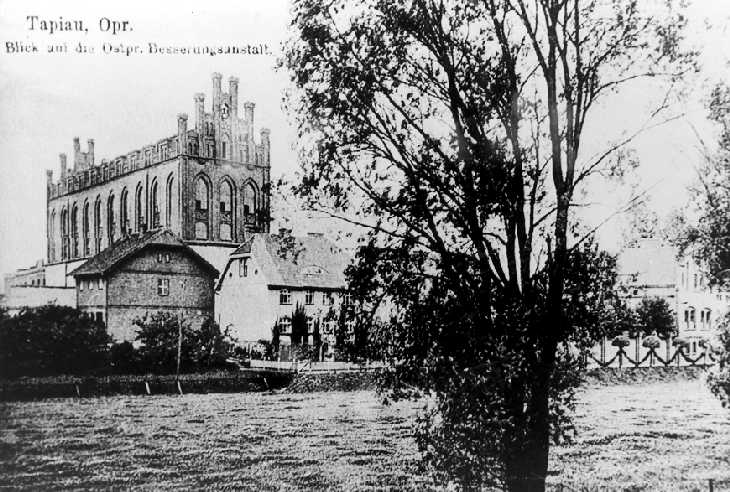
Надстроенный форбург замкаТапиау
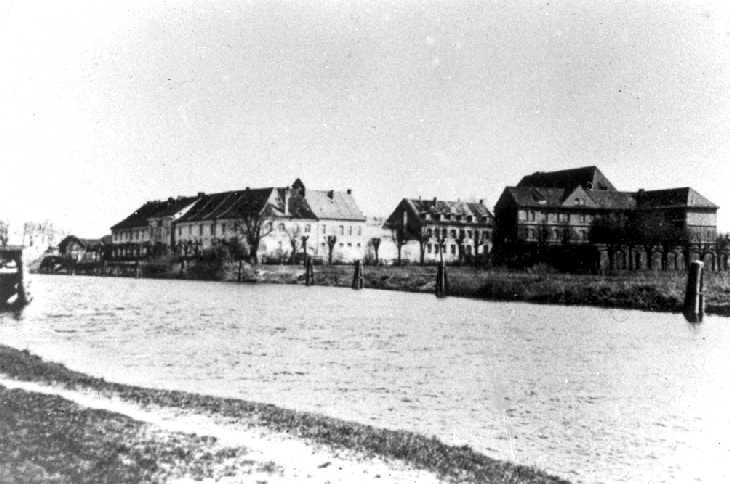
Вид замка через реку
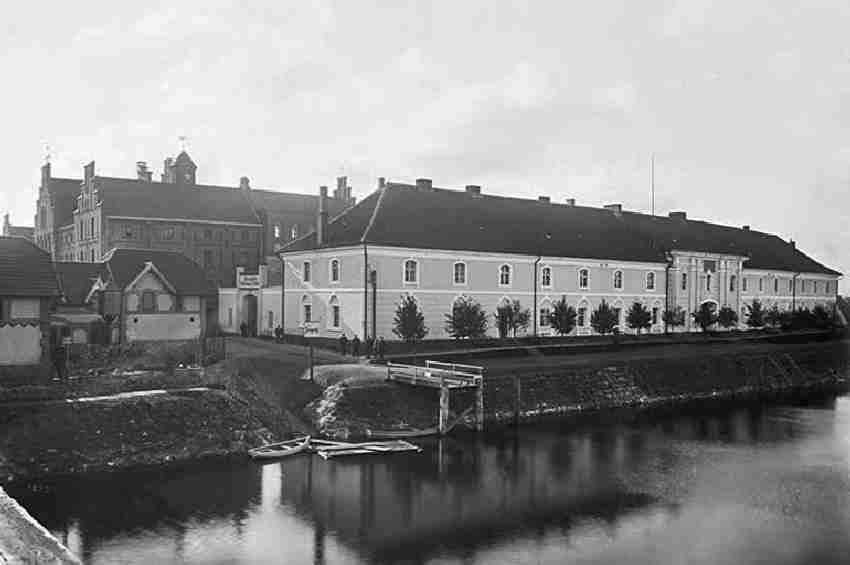
Вид замка
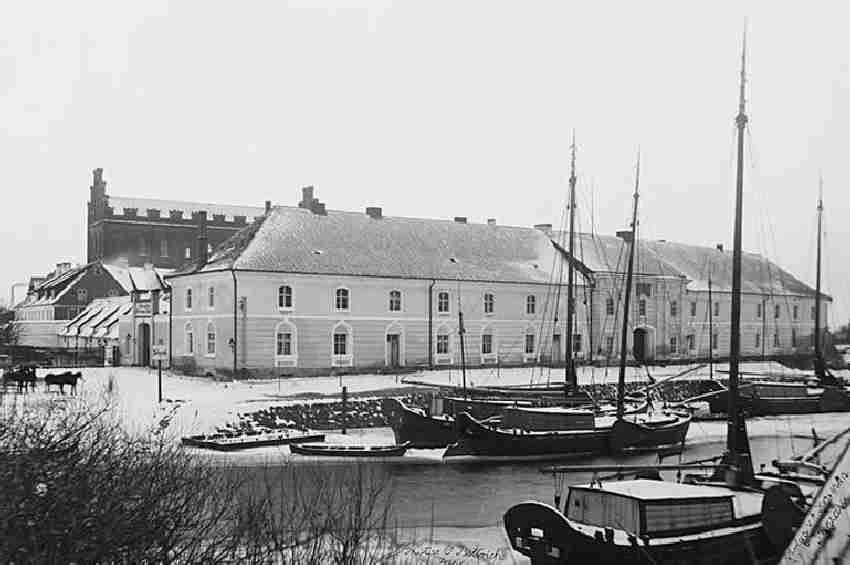
Вид замка
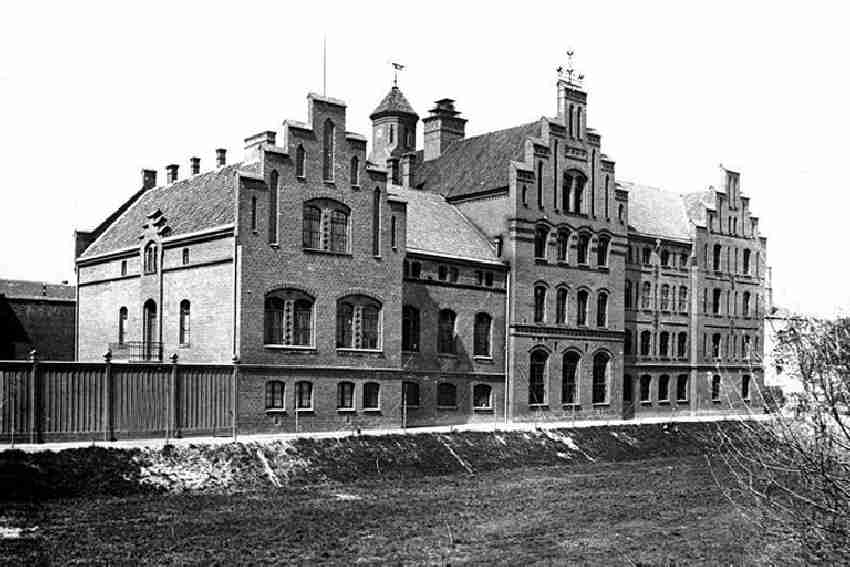
Главная сторона замка
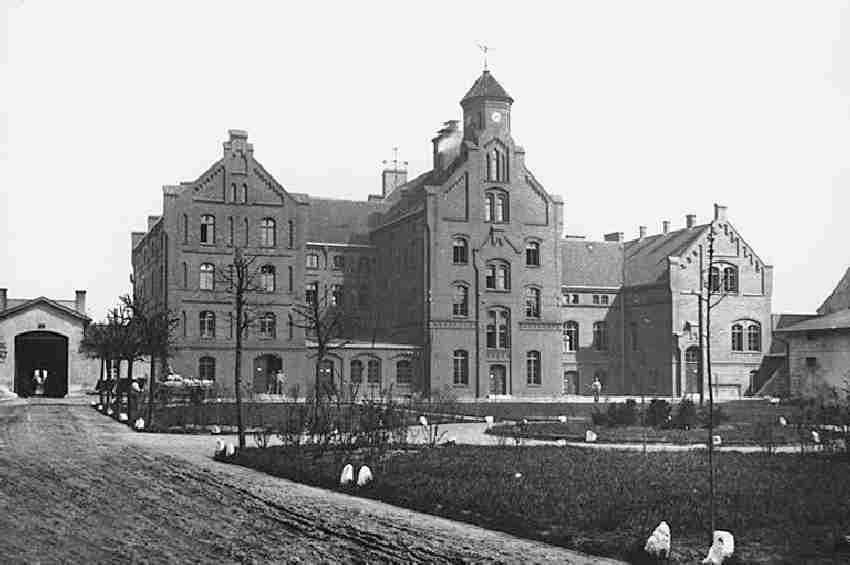
Задняя часть замка

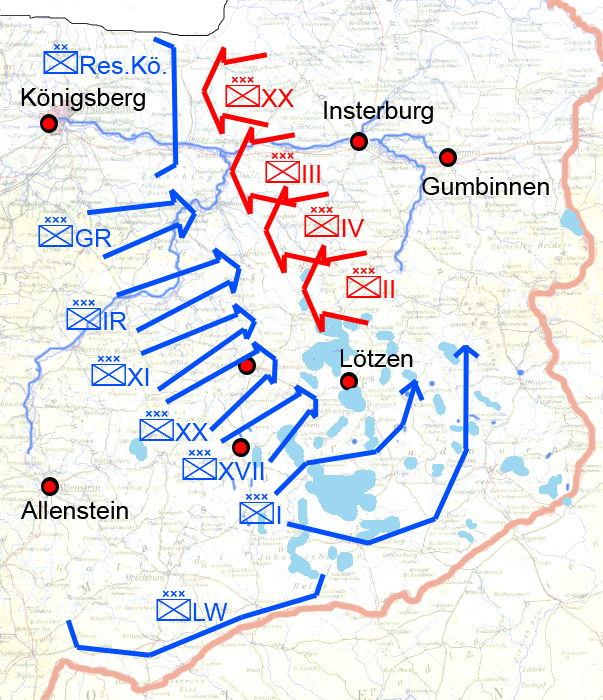
Битва на Мазурских озёрах 6 сентября 1914 года. 8-я немецкая армия смогла вынудить 1-ю русскую армию отступить за Ангерапп своим южным крылом окружения, развернутым у Гольдапа.

Вскоре после начала Первой мировой войны в Восточную Пруссию с востока вторгалась русская армия. В ходе Восточно-Прусской наступательной операции в августе 1914 года русскими войсками был занят Инстербург, немецкие войска отступали. В конце августа русские войска достигли Тапиау и начали артиллерийский обстрел города. Оборонявшие город вели ответный обстрел. Немецкие позиции Прегельско-Даймского участка обороны были слабыми, долго оборонять Тапиау не было возможностей. 27 августа был последний пассажирский поезд из Тапиау в Кёнигсберг. Артиллерийская дуэль продолжалась до 29 августа. В этот день было объявлено о победе Гинденбурга над 2-й русской армией Самсонова под Танненбергом, а русские войска прекратили обстрел и отступили. 10 сентября 1914 года русским войскам был дан приказ к отступлению из Восточной Пруссии.
От обстрелов русской артиллерией город серьёзно пострадал, также был серьёзно повреждён замок — верхняя, надстроенная часть замка сгорела. 27 сентября 1914 в замок возвратились немногочисленные заключённые исправительного дома, ранее эвакуированные в Западную Пруссию в город Кониц.

Замок Тапиау после артиллерийских обстрелов
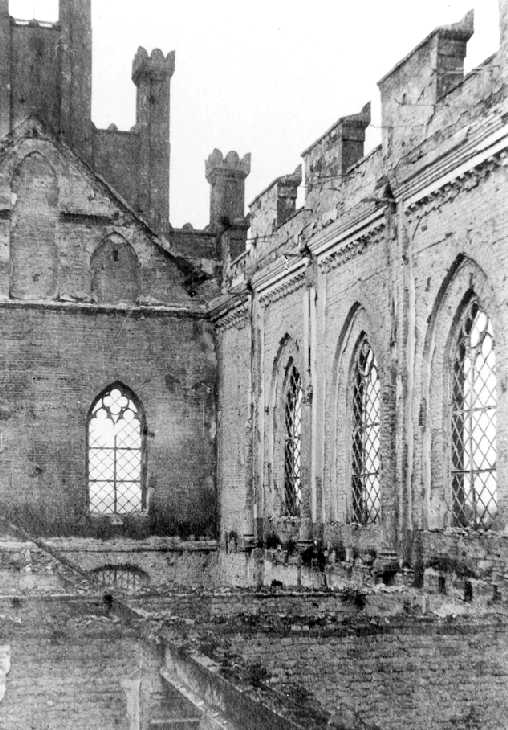
Сгоревший форбург замка, 1914 год
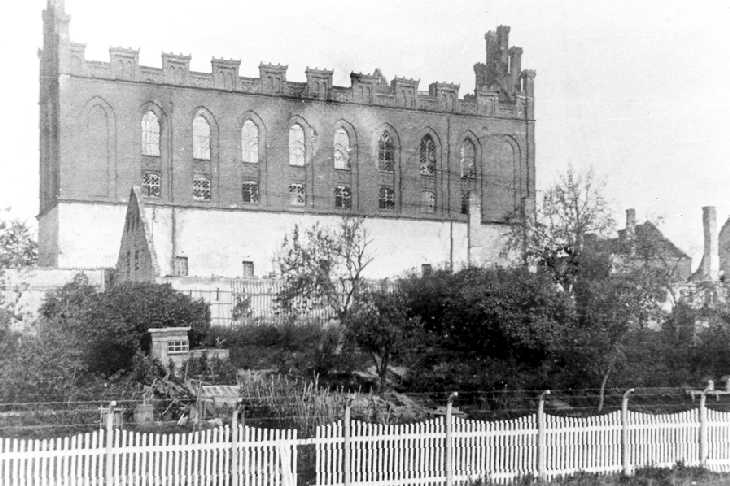
Сгоревший форбург замка, 1914 год
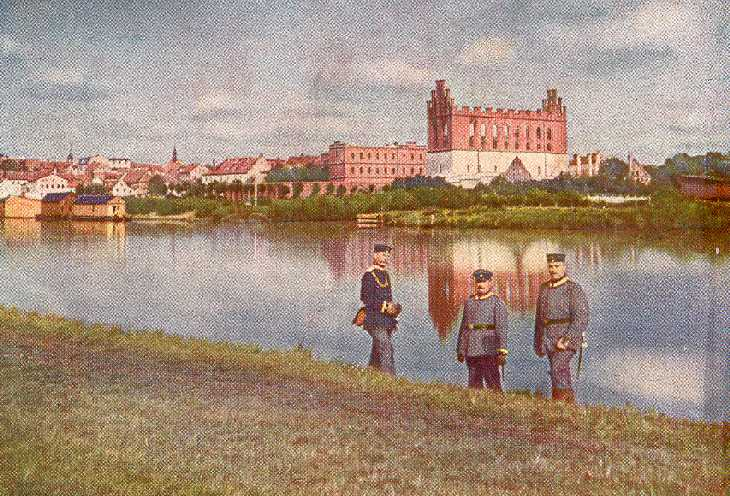
Вид через Прегель, 1914 год

После Первой мировой войны замок был восстановлен. К 1917 году единственное сохранившееся средневековое здание (форбург) замка было реконструировано — надстроенные верхние этажи в готическом стиле снесли и возвели традиционную для средневековых замков четырёхскатную черепичную крышу. Таким образом был воссоздан его предполагаемый первоначальный вид.
В времена Веймарской республики на территории замка также располагалась тюрьма.

### Советское время. Тюрьма
В январе 1945 года советские войска начали наступательную Восточно-Прусская операция на территории Восточной Пруссии. Город Тапиау был взят советскими войсками 25 января 1945 года в ходе Инстербургско-Кенигсбергской операции. Уже в апреле 1945 года в здании замка начал работать следственный изолятор для подозреваемых в военных преступлениях. В июле 1945 года на северной части Восточной Пруссии минобороны СССР организовало Особый военный округ. К августу 1945 года на Потсдамской конференции участники решили разделить Восточную Пруссию между Советским Союзом и Польшей.
26 декабря 1945 года заместитель наркома внутренних дел СССР генерал-полковник С. В. Круглов приказал уполномоченному НКВД СССР по Восточной Пруссии генерал-майору Б. П. Трофимову сосредоточить в детской трудовой колонии всех несовершеннолетних задержанных немцев, до 14 лет включительно. При этом начальнику отдела НКВД СССР по борьбе с детской беспризорностью и безнадзорностью генерал-майору Ф. А. Леонюку было приказано организовать в городе Тапиау детскую трудовую колонию для содержания несовершеннолетних немцев с лимитом 600 человек.
С февраля 1946 года изолятор был преобразован в трудовую колонию для несовершеннолетних. 7 апреля 1946 года Указом Президиума Верховного Совета СССР на территории Особого военного округа была образована Кёнигсбергская область в составе РСФСР. А 7 сентября 1946 года город Тапиау был переименован в Гвардейск.
В 1947 году колонию для несовершеннолетних преобразовали в пересыльную тюрьму. В нём содержали осуждённых перед этапированием из Калининградской области в СССР.
В июле 1952 года был организован лагерный пункт № 2.
С 1 мая 1960 года — исправительное учреждение для взрослых с облегченным видом режима с наименованием ОМ 216/7, образованное приказом МВД СССР от 18 апреля 1960 года № 0152.
С 1960 года пересыльную тюрьму преобразовали в исправительную колонию общего режима ИК-7, для впервые отбывающих срок.
С 2002 года — исправительная колония ОМ-216/7 УФСИН.
В 2013 году правительство Калининградской области обсуждало с ФСИН России освобождение территории замка от исправительной колонии. Тогда же у правительства области были хорошие перспективы привлечь на восстановление замка грантовые средства Евросоюза. Однако требовалось построить новое здание колонии.
По состоянию на апрель 2014 года в ИК № 7 содержалось 460 осужденных.
В июле 2018 года, после обращения Антона Алиханова появилось указание президента России Владимира Путина о передаче замка. Осенью 2018 года была достигнута протокольная договорённость о поэтапном переводе колонии № 7 в другие учреждения ФСИН в течение двух-трёх лет. Затем дано соответствующее поручение Росимущества.
Исправительная колония находилась в замке до 2021 года.

### Государственный музей
К осени 2021 года завершился перевод исправительной колонии № 7 из замка Тапиау в другие учреждения ФСИН на территории Калининградской области. 14 сентября 2021 года ФСИН России официально передала замок Тапиау Калининградской области. УФСИН передало замковый имущественный комплекс из 48 объектов. 28 сентября 2021 года замок Тапиау перешёл под охрану Калининградского областного историко-художественного музея. Учреждение будет управлять памятником до тех пор, пока правительство Калининградской области не найдёт инвестора. 16 декабря 2021 года Росимущество сообщило о завершении передачи замка в собственность Калининградской области.
28 апреля 2022 года одобрили концепцию восстановления замка Тапиау в Гвардейске. На территории бывшей тюрьмы планируют снести все постройки поздних периодов, не относящиеся к объектам культурного наследия. Форбург собираются превратить в выставочный центр. Инвестор обсуждает возможность изменить его внешний вид, надстроив «историческую» часть (снесённую в 1917 году надстройку 1879 года).
В марте 2023 года стены форбурга были очищены от штукатурки, под которой оказался ромбовидный геометрический узор из глазурованного кирпича.
К концу 2024 года на территории замка Тапиау демонтировали почти все советские постройки, которые находились в аварийном состоянии и закрывали вид на замок. Была завершена реставрация экстерьера форбурга, в помещениях заканчивается финишная отделка.

## Галерея

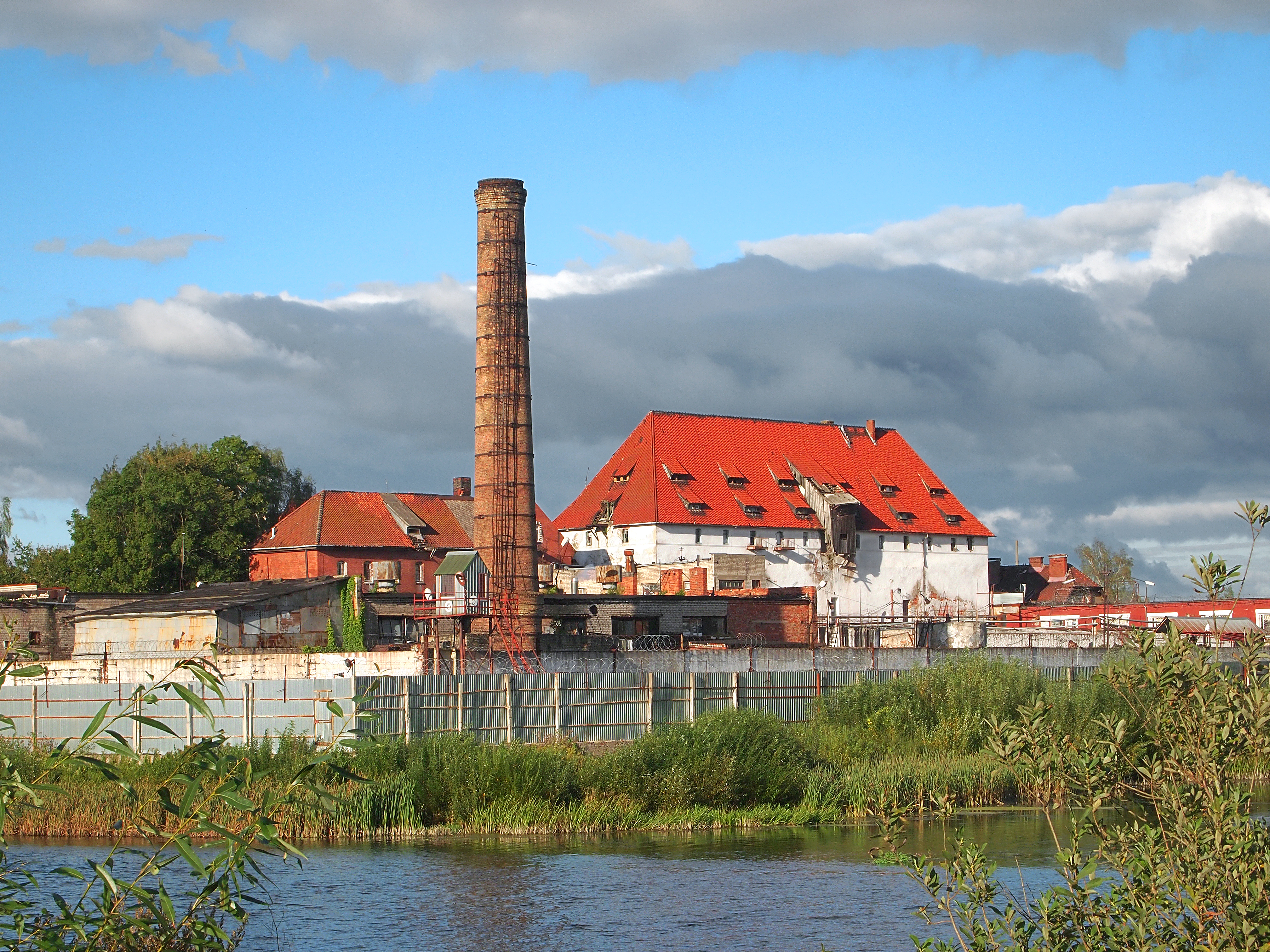
Вид на форбург замка, 2006 год
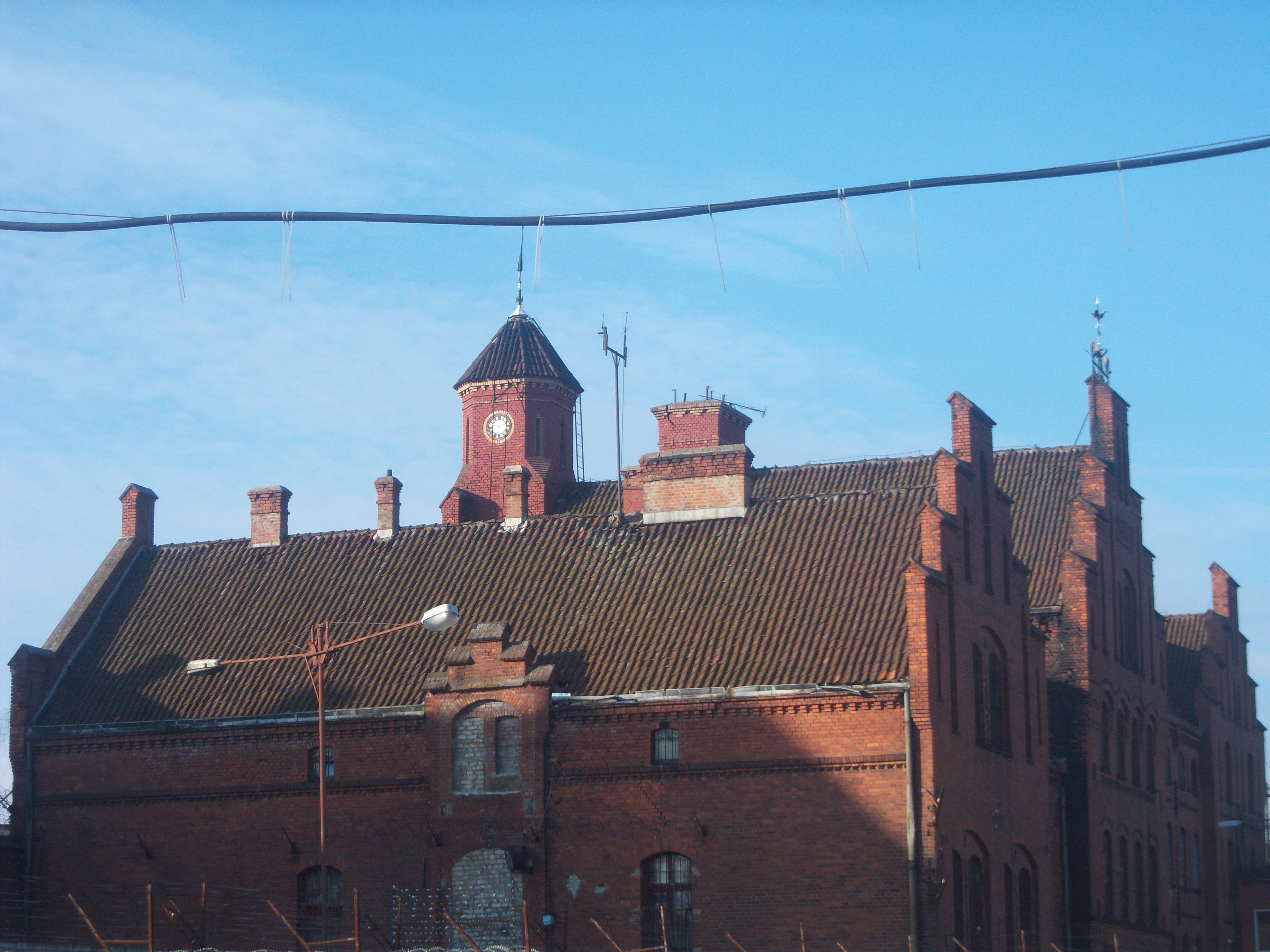
Одно из зданий, 2009 год
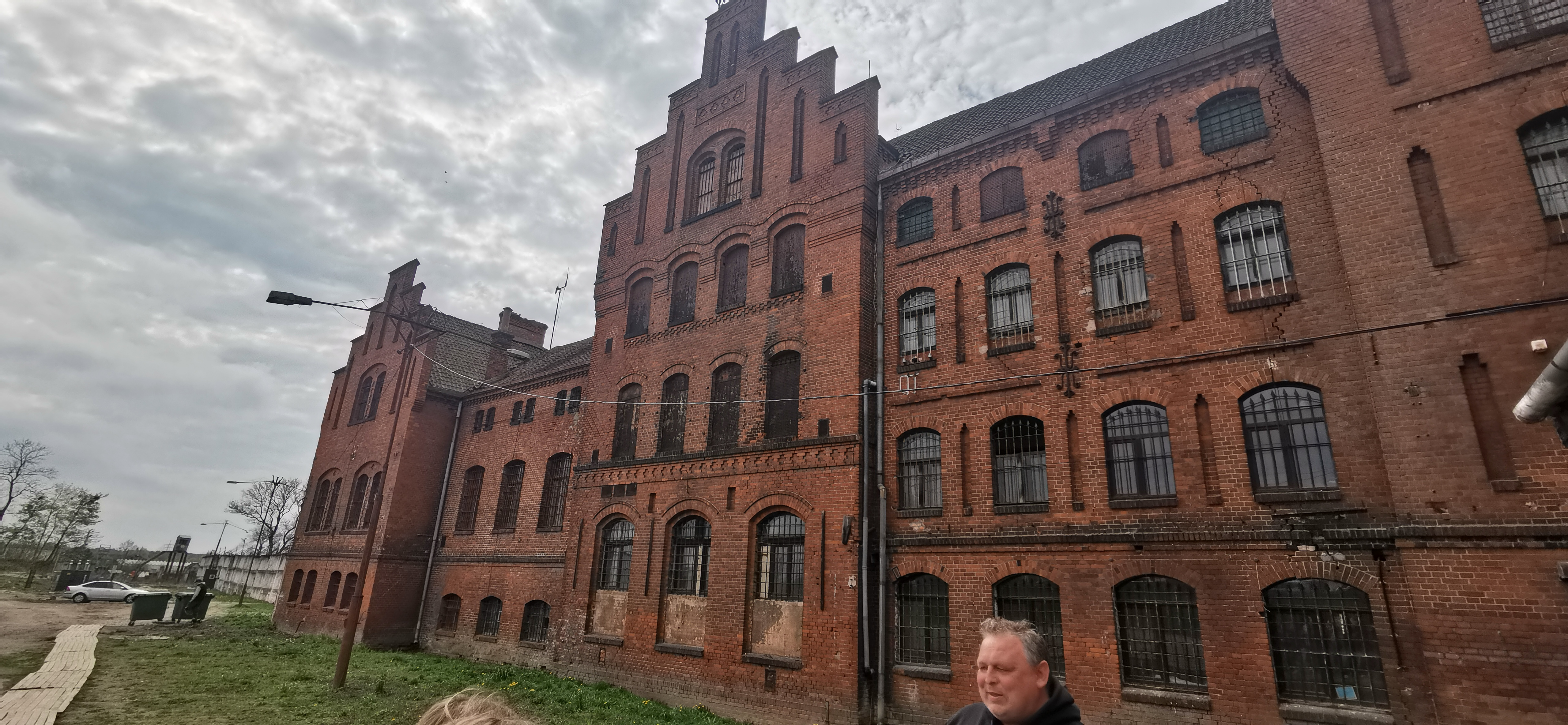
Замок Тапиау в 2025 году
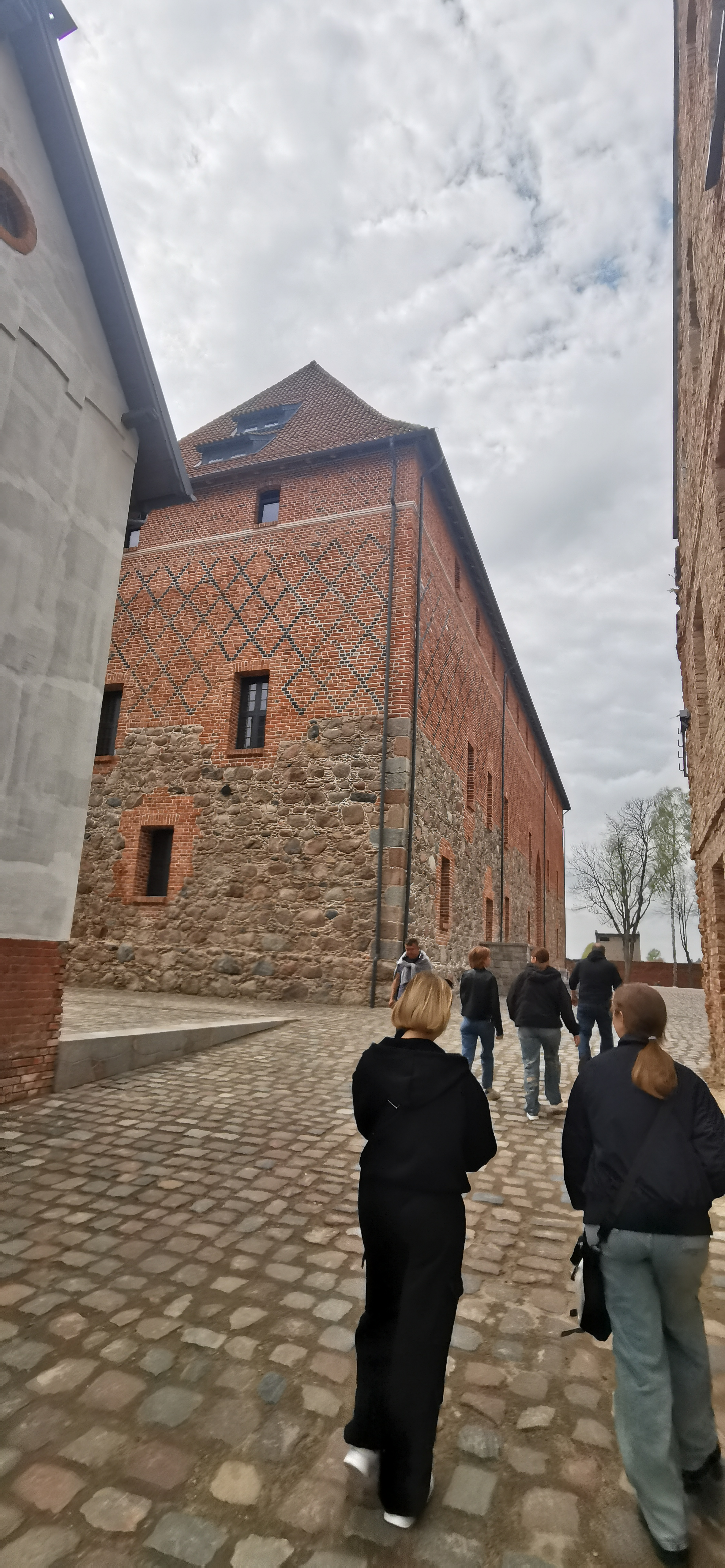
Внутренний двор музея «Замок Тапиау» в 2025 году
Внутреннее убранство замка Тапиау